# Bandbuikspecht
De bandbuikspecht (Veniliornis nigriceps) is een vogel uit de familie Picidae (spechten).

## Verspreiding en leefgebied
Deze soort komt voor van noordelijk Colombia tot Bolivia en telt drie ondersoorten:
- V. n. equifasciatus: het westelijke deel van Centraal-Colombia en noordelijk Ecuador.
- V. n. pectoralis: centraal Peru.
- V. n. nigriceps: noordelijk Bolivia.

## Status
De grootte van de populatie is niet gekwantificeerd maar de soort wordt omschreven als vrij algemeen. Op de Rode lijst van de IUCN heeft deze soort de status niet bedreigd.